# Grynocharina peltiformis
Grynocharina peltiformis is een keversoort uit de familie schorsknaagkevers (Trogossitidae). De wetenschappelijke naam van de soort werd in 1877 gepubliceerd door Edmund Reitter.